# بروس بانستر
بروس بانستر (بالإنجليزية: Bruce Bannister)‏ هو لاعب كرة قدم بريطاني، ولد في 14 أبريل 1947 في برادفورد في المملكة المتحدة. لعب مع برادفورد سيتي ونادي بريستول روفيرز ونادي بليموث أرجايل وهال سيتي.